# The Elder Scrolls V: Skyrim
The Elder Scrolls V: Skyrim (souvent abrégé en Skyrim, Bordeciel en français) est un jeu vidéo de rôle et d'action développé par Bethesda Game Studios et édité par Bethesda Softworks, sorti le 11 novembre 2011 sur PlayStation 3, Xbox 360 et Microsoft Windows. C'est le cinquième opus de la série de jeux The Elder Scrolls, après Arena, Daggerfall, Morrowind et Oblivion.
Le jeu fait incarner au joueur un inconnu, qui a tenté de traverser la frontière et entrer dans le pays de Bordeciel, alors déchiré par une guerre civile qu'une invasion de dragons ne fait qu'aggraver. Le personnage incarné par le joueur se révèle être le dernier « Enfant de dragon » (Dragonborn en anglais/Dovahkiin dans la langue draconique du jeu) qui, ayant découvert ses pouvoirs, est le seul être capable de mettre fin au conflit qui ravage le pays et de vaincre les dragons, réveillés de leur sommeil millénaire par Alduin, le « Dévoreur des Mondes ».
À cette trame principale s'ajoute une multitude de quêtes annexes qui invitent le joueur à faire des choix, à prendre parti et à découvrir un vaste monde ouvert de fantasy inspiré de la culture nordique, peuplé par de nombreuses ethnies (Nordiques, Impériaux, Brétons, Rougegardes, Argoniens, Elfe des Bois, Haut-Elfes, Elfes Noirs, Khajiits, Orques, Falmers, etc.), et mêlant vastes plaines, sommets enneigés, vallées boisées, grottes sombres, temples perdus et citadelles.
Succès critique et commercial, le jeu cumule en novembre 2016, cinq ans après sa sortie, plus de 30 millions d'unités écoulées. The Elder Scrolls V: Skyrim – Special Edition, une version remastérisée du jeu, sort sur Xbox One, PlayStation 4 et Microsoft Windows le 28 octobre 2016. Cette version propose le support de mods, les trois extensions, et une mise à jour graphique complète. Des portages sur Nintendo Switch et PlayStation VR sortent le 17 novembre 2017. Il ressort ensuite le 11 novembre 2021 sur Xbox Series, PlayStation 5 pour les 10 ans du jeu.

### Dans la culture populaire

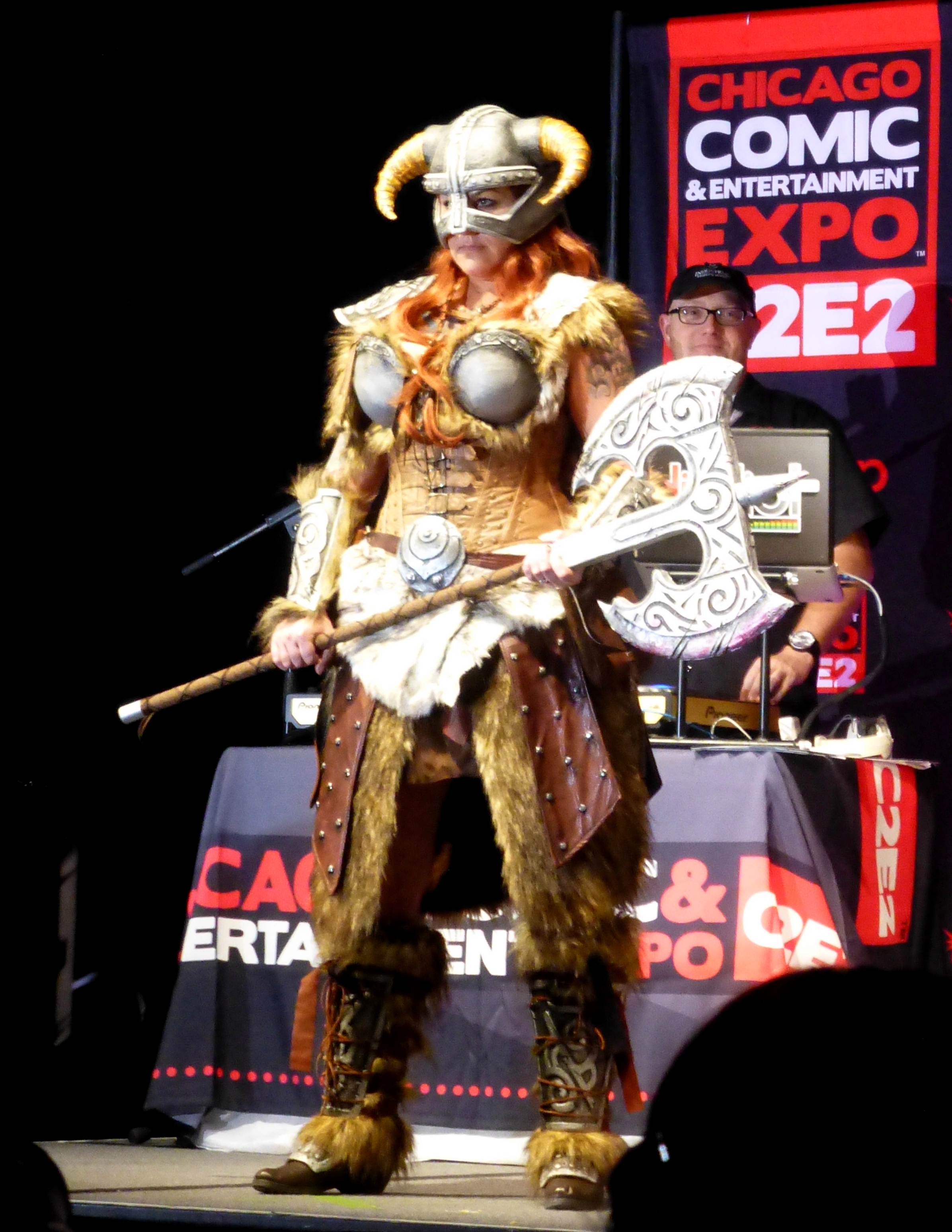
Cosplay de Dovahkiin à la Chicago Comic & Entertainment Expo 2015.

## Synopsis

### Contexte

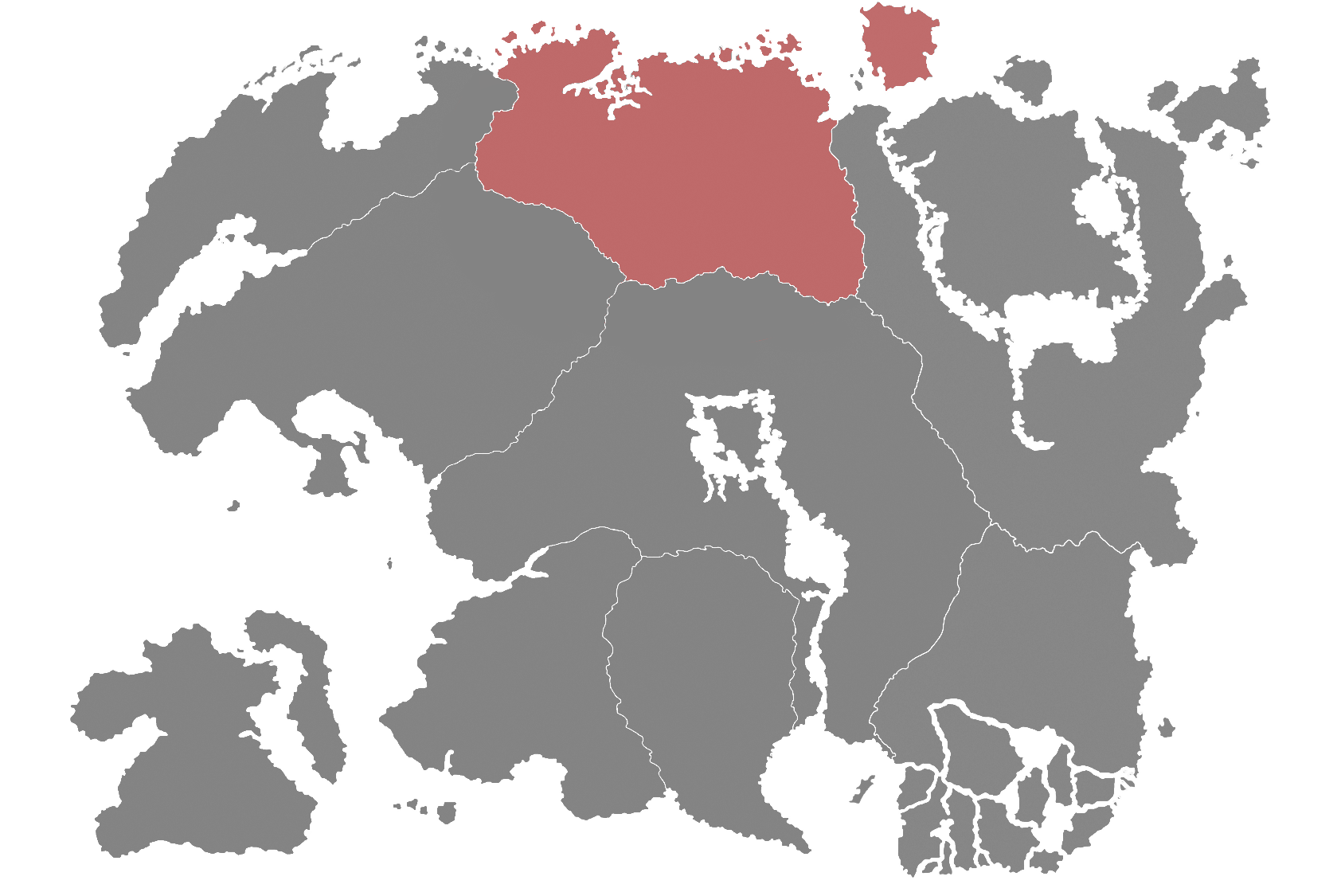
Emplacement de Bordeciel dans Tamriel.

Les événements de Skyrim se déroulent en l'an 201 de la Quatrième Ère (4E 201), soit 200 ans après ceux d'Oblivion, dans la province de Bordeciel, une région froide et montagneuse au nord du continent de Tamriel.
Bordeciel est divisé en neuf sections administratives, appelées « châtelleries », chacune gouvernée par un jarl. Parmi ces châtelleries, cinq — Haafingar, Blancherive, La Crevasse, La Brèche et Estemarche — sont plus riches et plus puissantes. Le paysage est parsemé de forts, de camps et de ruines, dont certains ont été construits par la race désormais éteinte des Dwemers. Chaque châtellerie présente des spécificités géographiques et architecturales comme des plaines dans la châtellerie de Blancherive ou des marais en Hjaalmarche.
Le jeu commence dans un contexte de guerre civile : après l'assassinat du haut-roi de Bordeciel par le chef rebelle Ulfric Sombrage, des conflits éclatent entre les nordiques indépendantistes, les Sombrages, et ceux qui soutiennent encore l'Empire. Les impériaux ont contrôlé l'ensemble des royaumes de Tamriel pendant plusieurs siècles mais celui-ci est fragilisé et sur le déclin depuis l’émergence au début de la quatrième ère d'une faction elfique, le Thalmor, croyant en la supériorité raciale des elfes sur les autres ethnies. La rébellion des Sombrages est la conséquence du conflit opposant l'Empire au Thalmor, connu sous le nom de Grande Guerre, qui s'est terminé par une impasse militaire, l'Empire grandement affaibli ayant été contraint de signer un traité de paix humiliant appelé le Traité de l'or blanc,.

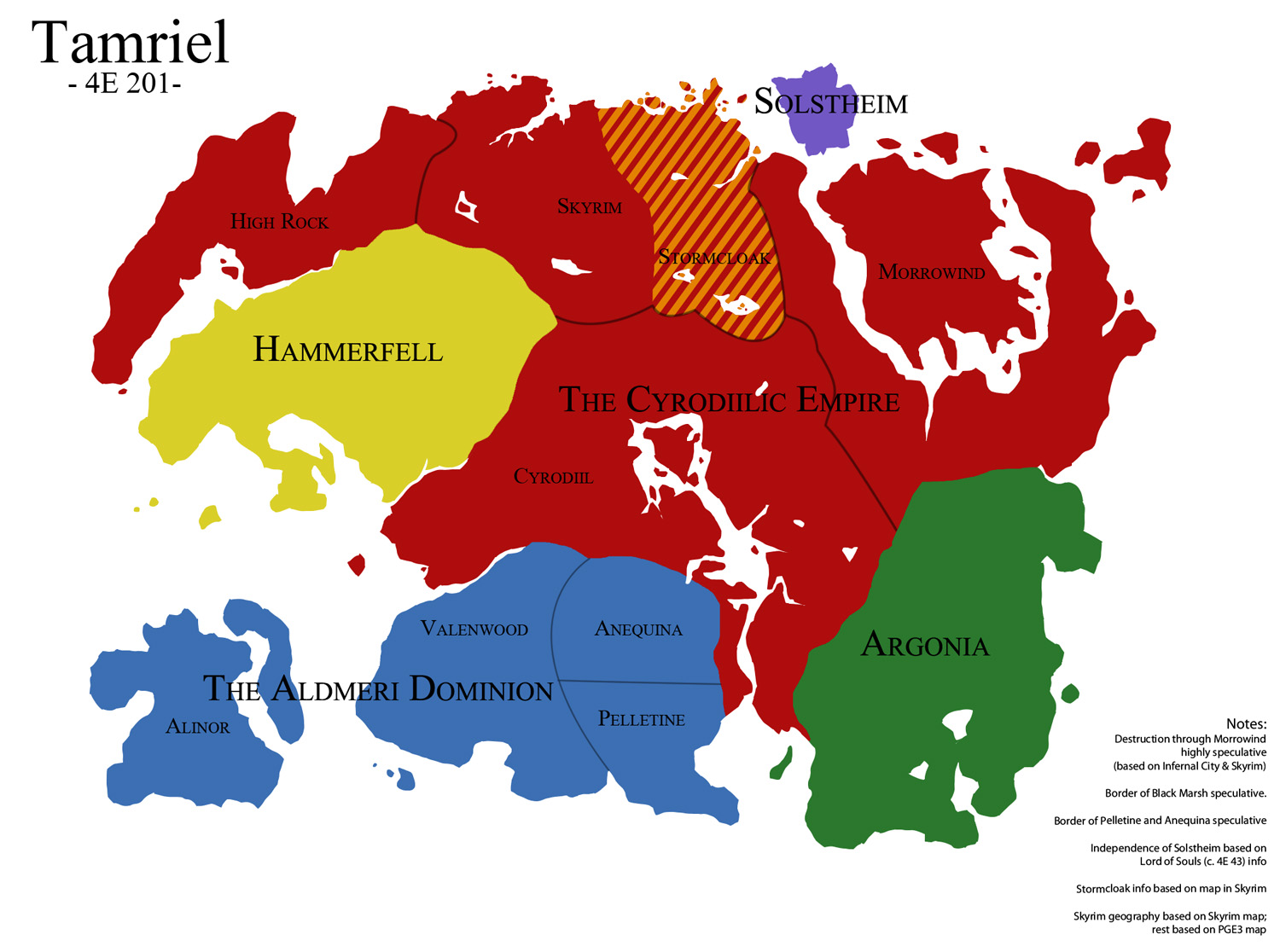
Représentation de l'Empire de Cyrodiil et du domaine Aldméris.

Alors que la plupart des habitants de Tamriel vénèrent un panthéon religieux composé de huit divinités, les Nordiques de Bordeciel ont l'habitude d'en vénérer neuf, croyant que le général nordique Tiber Septim, le fondateur de l'Empire, est devenu divin après sa mort, devenant la divinité Talos. Le domaine Aldmeri, dirigé par le Thalmor, rejette cette notion, car elle implique qu'un homme est devenu plus grand que n'importe quel elfe, et a pour cette raison institué une clause dans le Traité de l'or blanc qui interdit le culte de Talos dans l'Empire. Cette condition, qui a été accueillie avec une grande colère en Bordeciel, est l'une des principales raisons de la rébellion d'Ulfric Sombrage contre la Légion impériale de l'Empire.
C'est également le moment que choisit le seigneur dragon Alduin pour réapparaître et asservir les habitants de Bordeciel. En effet, la race des dragons est éteinte depuis plusieurs millénaires, à l’exception de Paarthurnax dont l'existence n'est connue que de l'ordre des Grises-Barbes. L'hégémonie passée des dragons sur l'ensemble de Tamriel a été renversée par des guerriers nommés Dovahkiin (« Enfant de Dragon » en langue draconique), des humains qui peuvent absorber l'âme d'un dragon lors de la mort de l'un d'entre eux et utiliser sans apprentissage les puissants sorts draconiques appelés « cris ». D'anciennes prophéties nordiques affirment que lorsqu'Alduin et les dragons réapparaîtront, un dernier Enfant de dragon apparaîtra également pour le combattre et le vaincre. Le joueur, qui incarne un prisonnier anonyme comme dans les précédents volets de la série, découvrira au cours du jeu qu'il est le dernier Enfant de dragon capable de vaincre Alduin.

L'intrigue commence alors que le héros se réveille dans un convoi de détenus condamnés à mort, parmi lesquels le chef nordique rebelle Ulfric Sombrage. Alors que des représentants de la faction impériale s'apprêtent à les exécuter au pied du fort d'Helgen, le dragon Alduin, d'une race disparue depuis bien longtemps en Bordeciel, surgit et détruit la ville,. Dans la débandade, le héros parvient à s'enfuir par une grotte souterraine, acquérant ainsi sa liberté et faisant ses premiers pas sur le territoire des Nordiques. Après avoir atteint le village de Rivebois et informé les habitants du retour des dragons, il lui faut se rendre à Fort-Dragon, dans la cité de Blancherive, pour demander l'aide du jarl contre la menace draconique,. Chargé de mission par le noble, qui accepte d'envoyer son armée à Rivebois, le héros retrouve une Pierre de dragon dans un sanctuaire. Sur les lieux, il aperçoit sur la paroi d'un mur ancien un mot inscrit en langue draconique, issu du Thu'um, le pouvoir du cri draconique. Cette découverte est capitale pour le héros, bien qu'il ne puisse pas encore saisir la portée du langage des dragons.

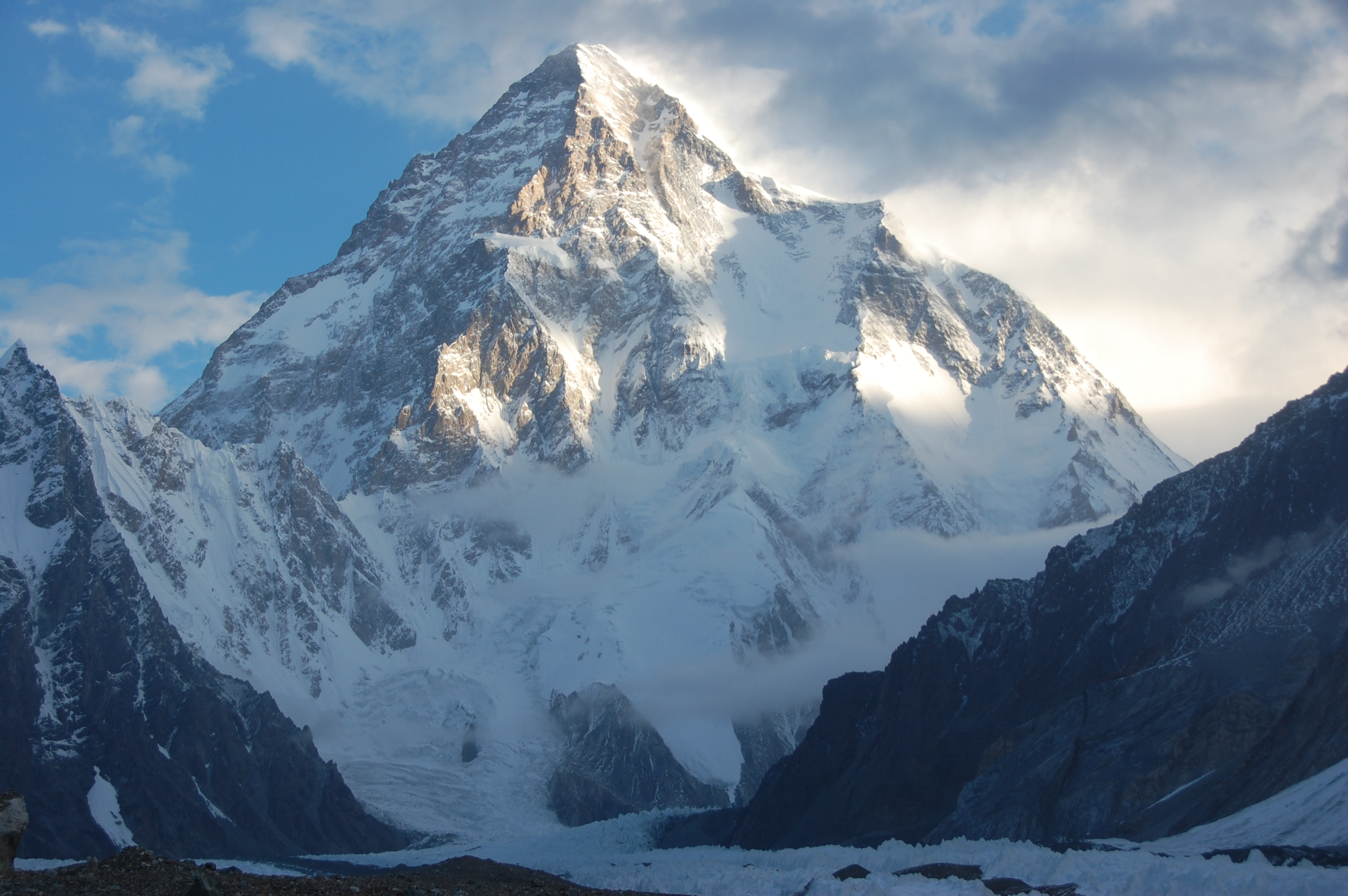
Le refuge des Grises-Barbes se situe en haut de la Gorge du monde, montagne rarement gravie et pleine de dangers (ici : le K2).

Au retour du héros à Blancherive, une des tours de garde de la cité est attaquée par un dragon. Le héros se rend sur place et aide à vaincre la bête, et, à la mort du dragon, il absorbe son âme et devient capable de maîtriser son cri. Stupéfaits, les soldats de Blancherive réalisent que le héros est un « enfant de dragon », dont la légende raconte que ses veines sont parcourues par du sang draconique et qu'il serait capable de maîtriser la langue des dragons. Peu après, le jarl est mis au courant, et le héros est appelé par les Grises-barbes, un ordre d'érudits reclus dans le temple du Haut-Hrothgar, près du sommet de la plus haute montagne de Bordeciel, la Gorge du monde. Ces érudits sont notamment chargés d'étudier les pouvoirs du Thu'um, et seuls à pouvoir reconnaître le héros comme Enfant de dragon. Une fois adoubé en ce haut lieu, celui-ci apprend les secrets du langage draconique et son rôle dans la guerre à venir contre Alduin, le Dévoreur de Mondes, le plus puissant des dragons.
Pour éprouver ses capacités, Arngeir, chef des Grises-barbes, envoie l'Enfant récupérer une relique, la corne de Jurgen Parlevent, à Ustengrav, un ancien tertre nordique près de la ville de Morthal ; celle-ci a en fait déjà été saisie par un inconnu qui donne rendez-vous au héros au village de Rivebois,. Le voleur n'est autre que Delphine, l'aubergiste de Rivebois, mais aussi et surtout l'une des dernières représentantes de l'Ordre des Lames, des guerriers qui furent autrefois dévoués à la protection de l'empereur de Tamriel mais qui agissent désormais en Bordeciel pour l'extermination de la menace que représentent les dragons,. Avec l'aide de Delphine, le héros part au Bosquet de Kyne, près de Vendeaume, à la recherche d'Alduin, et assiste au processus de résurrection d'un dragon, qu'ils parviennent à tuer avant qu'il ne puisse causer des dommages,. Delphine, désormais bien convaincue des capacités de l'Enfant de dragon, l'aide alors à infiltrer l'ambassade des elfes Thalmors auprès de la capitale de Bordeciel, Solitude, afin d’enquêter sur leur possible implication dans le retour des dragons. Sur place, ils apprennent que les Thalmors recherchent activement un homme appelé Esbern, archiviste des Lames, mais qu'eux-mêmes n'ont rien à voir avec le retour des dragons. L'enjeu est alors de retrouver en premier l'archiviste, qui se cache dans la Souricière, un grand réseau de galeries souterraines à Faillaise, cité du sud-est de Bordeciel.

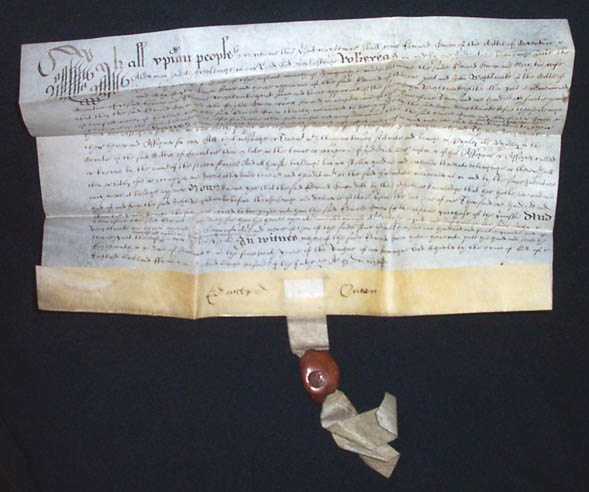
Les « Parchemins des Anciens » éponymes sont parmi les plus précieux artefacts de l'univers des Elder Scrolls.

Une fois Esbern retrouvé, l'élu accompagne les Lames vers le Temple de Havreciel, où se trouve le « Mur d'Alduin ». Il y découvre une gravure historique datant du premier combat entre Alduin et les hommes, et qui fait mention d'un cri extrêmement puissant, le seul capable de vaincre le seigneur des dragons. Tandis que les Lames s'organisent, le héros retourne auprès des Grises-Barbes pour en apprendre plus sur l'arme qui a permis la défaite d'Alduin par le passé, le cri représenté sur la gravure : le Fendragon, un mot de Thu'um façonné par les hommes pour priver un dragon de sa capacité à voler,. Il apprend la vérité sur la première guerre entre les hommes et les dragons, ainsi que sur le cri de Fendragon par le mentor des Grises-Barbes lui-même, le dragon Paarthurnax, général déchu d'Alduin. Ce vénérable dragon révèle que, dans les temps anciens, Alduin ne fut pas réellement vaincu, mais seulement envoyé dans une autre époque grâce à un parchemin des Anciens, dans l'espoir qu'il ne réapparaîtrait jamais. Le héros parvient à retrouver le précieux parchemin grâce aux mages de l'Académie de Fortdhiver, au fond des ténébreuses ruines dwemer de Griffenoire. Il lui permet de voyager momentanément dans le temps pour assister au combat mythique des trois légendaires héros nordiques face à Alduin, et apprendre le fameux cri de Fendragon.

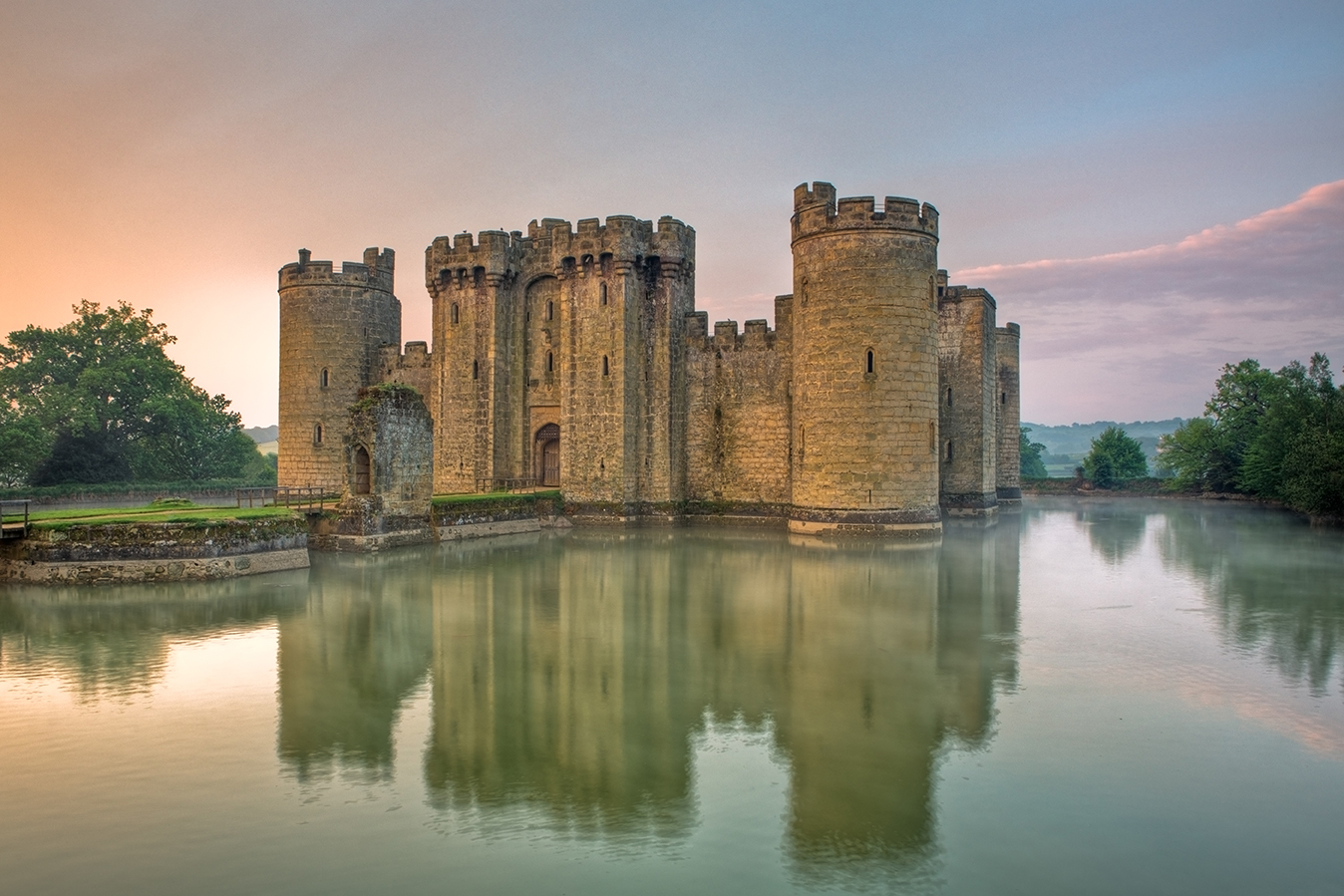
Le style des châteaux forts médiévaux occidentaux se mêle aux bâtiments d'architecture nordique.

Au sortir de cette expérience mémorielle, Alduin surgit à la Gorge du Monde et attaque le héros ; désormais armé du Fendragon, celui-ci parvient à mettre la créature en déroute, qui fuit vers Sovngarde, le monde utopique où les Nordiques trouvent le repos après la mort,. Déterminé à se lancer à sa poursuite, l'Enfant de dragon doit découvrir comment accéder à ce mythique paradis ; il se sert pour cela du Grand Porche de Fort-Dragon, le palais du jarl de Blancherive, pour capturer un dragon et le forcer à lui révéler l'accès à Sovngarde. Mais avant d'aller plus loin, le jarl Balgruuf le Grand exige que le héros prenne parti dans la guerre civile pour conclure une trêve entre les Impériaux et les Sombrages afin d'apaiser la situation en Bordeciel et ensuite mettre fin aux agissements des dragons. Grâce à sa réputation, qui fait désormais autorité dans le pays, l'Enfant de dragon est capable d'organiser une rencontre entre le Général Tullius et le Nordique Ulfric Sombrage au Haut-Hrothgar, sous la tutelle des Grises-Barbes, et parvient à obtenir un armistice temporaire jusqu'à ce que la menace d'Alduin soit écartée.

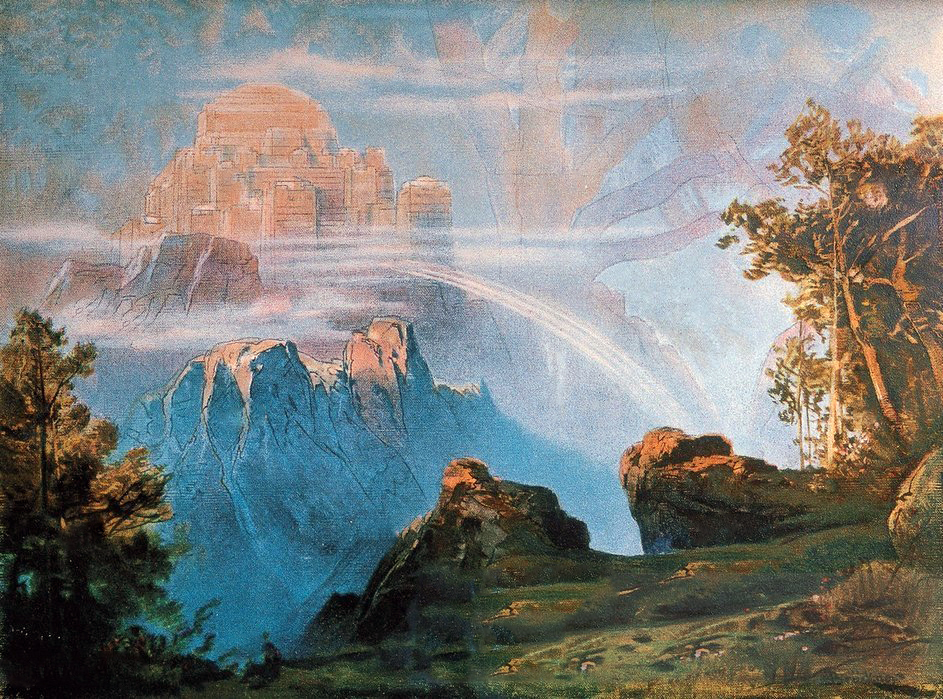
Sovngarde évoque le Walhalla de la mythologie nordique.

La guerre civile apaisée, le héros capture le dragon Odahviing, qu'il fait détenir à Fort-Dragon et qui lui révèle qu'Alduin a rejoint Sovngarde par un portail ouvert dans les ruines d'un fort inaccessible par voie humaine, du nom de Skuldafn. Odahviing, impressionné par le Thu'um de l'Enfant de Dragon et mettant en doute la supériorité d'Alduin depuis sa défaite à la Gorge du Monde, accepte de l'emmener en ce lieu sur son dos. L'élu rejoint ainsi Sovngarde et le Panthéon des Braves, le lieu où se retrouvent tous les héros de Bordeciel, et y rencontre Ysgramor, fondateur des Compagnons et Héros nordique, qui lui révèle qu'Alduin se nourrit des âmes défuntes à l'aide d'une brume magique,,,. Grâce aux voix des trois grands héros nordiques qui avaient repoussé Alduin autrefois, l'Enfant de dragon dissipe la brume, affronte Alduin et vainc le seigneur dragon pour de bon avant de retourner en Bordeciel, enfin débarrassé des dragons,.

## Choix

### Guildes et factions

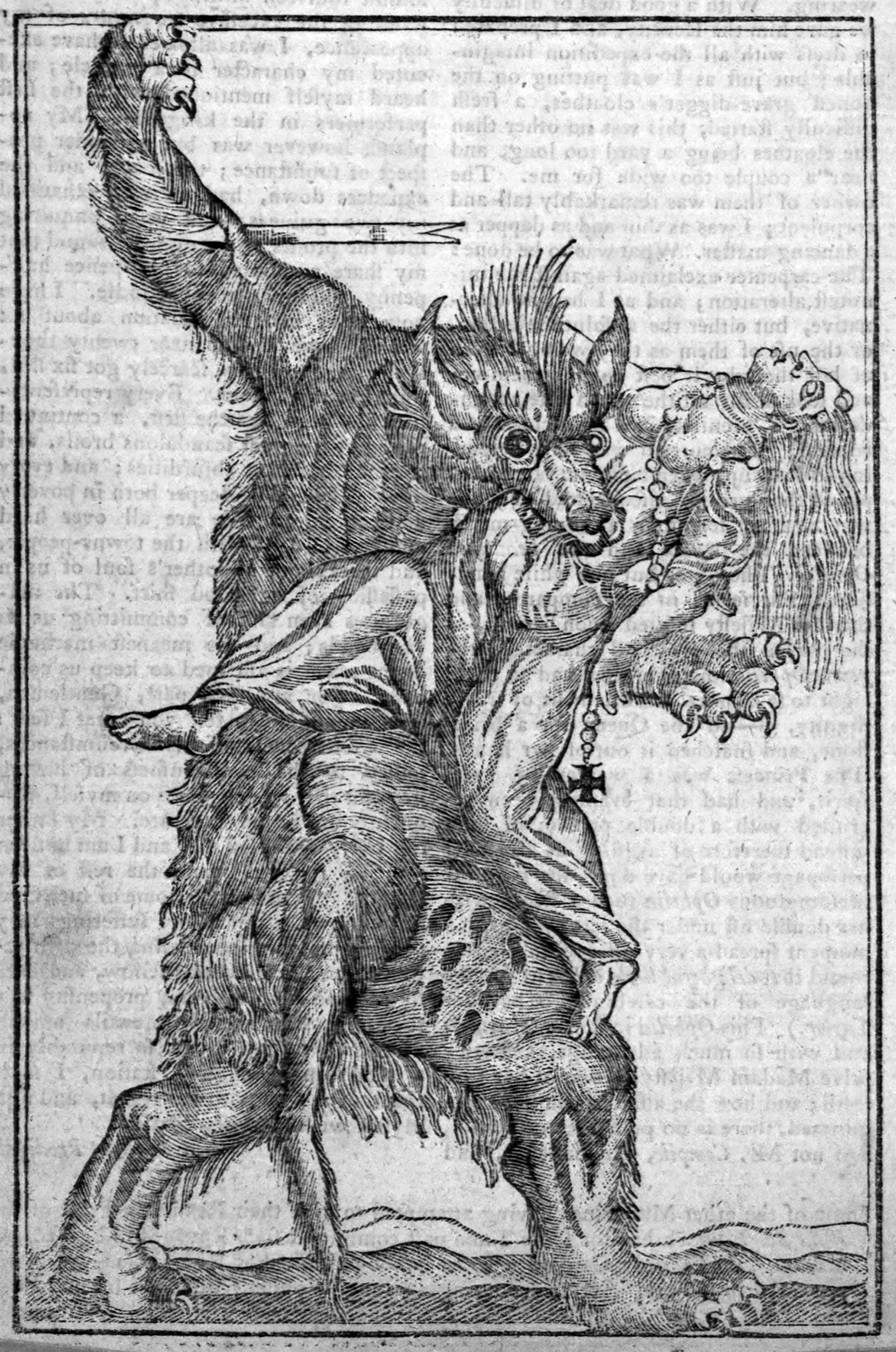
Rejoindre Les Compagnons permet notamment de devenir un loup-garou.

Tout comme dans les précédents épisodes, le personnage incarné par le joueur peut intégrer plusieurs guildes et factions :
- L'Académie de Fortdhiver[n 2], lieu occupé par de puissants mages, sans cesse en quête de nouvelles connaissances. Lors des quêtes proposées, le héros découvrira dans les ruines de Saarthal un objet magique, l'œil de Magnus. Il devra ensuite à l'aide des mages découvrir le moyen de contrôler son pouvoir et surtout empêcher Ancano, un envoyé du Thalmor, de se l'approprier. Le héros reçoit à la fin de ces quêtes le très puissant Bâton de Magnus et est nommé Archimage de l'Académie, après que son prédécesseur, Savos Aren, a été assassiné par Ancano.
- La Guilde des voleurs[n 3], où tromperie et escroquerie règnent en maîtres. Le héros pourra rejoindre la guilde et suivre une longue série de quêtes. Les Voleurs admettent qu'ils sont sur le déclin et certains, dont Delvin Mallory, parlent de malédiction. Le héros devra comprendre les origines de ce déclin. Il découvrira que le Maître de la Guilde, Mercer Frey, est en réalité le coupable. Celui-ci a brisé le pacte des Rossignols, dont le serment est adressé à la princesse Deadra Nocturne, et a assassiné l'ancien Maître avant de déformer la vérité[37]. Avec l'aide des voleurs Brynjolf et Karliah, le héros neutralise Mercer Frey et renoue le lien mystique avec Nocturne pour que la Guilde puisse retrouver un nouvel âge d'or[38].
- La Confrérie noire[n 4], un groupe constitué d'assassins invoqués grâce à l'étrange « Sacrement Noir » pour réaliser des contrats et qui vénèrent Sithis et la Mère de la Nuit. Le but des quêtes associées est de rendre à la Confrérie sa gloire d'antan en assassinant l'Empereur de Tamriel, Titus Mede II, faisant ainsi honneur au Sacrement Noir effectué par Amaund Motierre. Mais alors que le héros, déguisé en cuisinier, empoisonne la boisson de l'empereur, il est arrêté par l'un des généraux de l'Empire qui lui explique qu'il a passé un accord avec l'un des membres de la Confrérie Noire afin d'empêcher l'assassinat de l'empereur[39]. Après avoir échappé aux griffes des hommes du général, le héros se précipite au Sanctuaire de la Confrérie, assiégé par la Légion, et parvient à éloigner la menace[40]. À la fin de cette quête, Astrid, mourante et honteuse, révèle qu'elle était la traîtresse[40]. Dans un dernier soupir, elle désigne le héros comme le nouveau chef de la Confrérie et lui lègue la Lame de la Souffrance, une puissante dague magique.
- Les Compagnons[n 5], les plus valeureux guerriers de Bordeciel et descendants d'Ysgramor, premier homme à avoir foulé le continent de Tamriel, siègent dans la grande longère nommée Jorrvaskr, au cœur de Blancherive. Lors de sa première mission avec eux, le héros découvre subitement que certains membres honorables des Compagnons sont lycanthropes, et peuvent se transformer en loups-garous. En les rejoignant, le personnage joueur peut suivre cette voie et remplir plusieurs missions à travers la province pour aider les habitants ; mais il lui faudra affronter sans relâche les guerriers de la Main d'Argent, un groupe de bandits traquant les loups-garous afin de les tuer. À la fin de ces quêtes, le joueur deviendra le Hérault des Compagnons et obtiendra la Hache légendaire d'Ysgramor, Wuuthrad[41].
- L'Académie des Bardes de Solitude[n 6], prestigieuse institution de Bordeciel. Il n'y a qu'une seule grande quête associée : retrouver le Sonnet du Roi Olaf afin de pouvoir lever l'interdiction qui pèse sur le Festival du Feu de Solitude[42]. Une fois qu'il l'a rejointe, certains membres de l'académie sollicitent le héros pour retrouver des instruments spéciaux.

### Armées
Dans cet épisode, le joueur est témoin de la guerre civile en Bordeciel et pourra choisir de soutenir l'un des deux camps :
- la Légion impériale : dirigée par le Général Tullius, est l'une des armées les plus puissantes et les mieux organisées de tout Tamriel[43]. Son association avec les Thalmors lui a valu une mauvaise réputation auprès des Nordiques, surtout à la suite de l'interdiction du culte de Talos[43].
- les rebelles Sombrages[n 7] : À la suite de l'interdiction du culte de Talos, le jarl de Vendeaume Ulfric Sombrage a déclenché une insurrection, en tuant Torryg, le haut-roi de Bordeciel lors d'un duel, afin de prouver aux Nordiques la faiblesse de l'empire[44]. À la tête de son armée des Sombrages, et aidé de son chef de camp, Galmar Rudepoing, Ulfric tente de rassembler le plus de Nordiques à sa cause et de reconquérir tout Bordeciel[44].

### Dawnguard

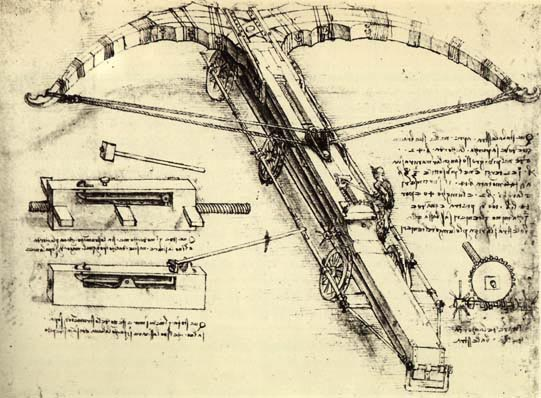
L'arbalète est l'arme de prédilection utilisée par la Garde de l'Aube pour tuer les vampires.

Dans cette extension, le joueur doit choisir entre deux factions.
- la Garde de l'Aube[n 8], une organisation de chasseurs de vampires, créée à l'origine pour garder le fils d'un ancien jarl de Faillaise, devenu vampire[45]. Ils sont les seuls à utiliser des arbalètes et à dresser des trolls en armure[45].
- le Clan Volkihar. Ce sont les vampires les plus puissants de Bordeciel. Le maître du clan, Harkon Volkihar, est un vampire ayant conclu un pacte avec Molag Bal il y a fort longtemps. Le Seigneur Harkon proposera au héros de rejoindre le clan des vampires, et à cette occasion, de devenir Seigneur Vampire, lui octroyant la possibilité de se transformer en puissant vampire ailé doté de pouvoirs particuliers[46].

## Système de jeu

### Généralités

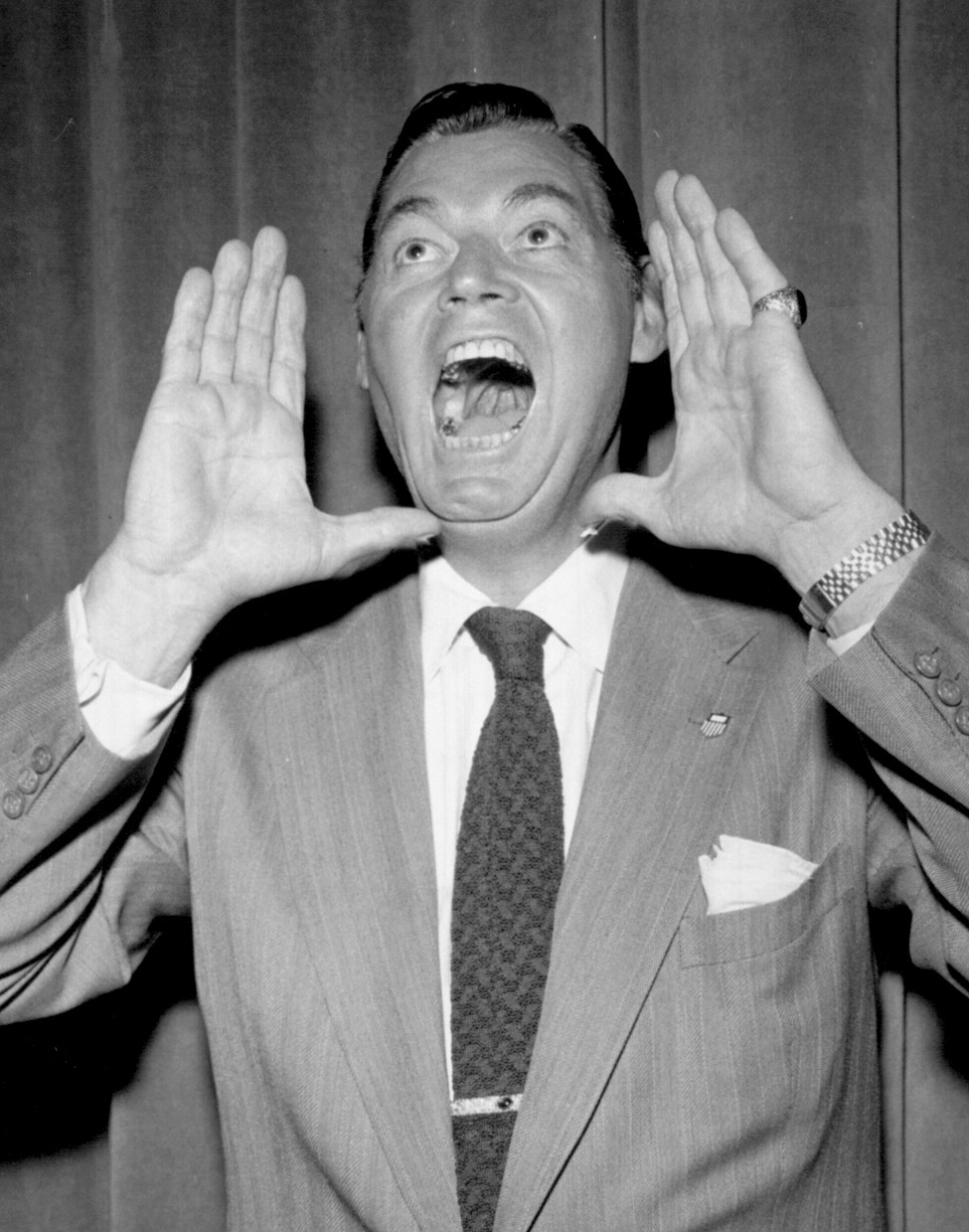
Grandes nouveautés de la franchise, les différents Cris permettant de se défendre
(photo de Johnny Weissmuller).

Le jeu reprend les bases de ses prédécesseurs : il s'agit d'un jeu de rôle orienté action en vision subjective ou en vue à la troisième personne au choix du joueur.
Skyrim se démarque en proposant une expérience de jeu jugée plus grand public car n'obligeant pas à se spécialiser dans une voie unique (mage, guerrier, archer , etc.),. Ainsi, le jeu délaisse le système de classes pour le remplacer par un système de races : Altmer, Argonien, Bosmer, Bréton, Dunmer, Impérial, Khajiit, Nordique, Orque et Rougegarde. Le joueur peut également choisir son genre, sa corpulence ou encore les traits de son visage ainsi qu'ajouter ou non des tatouages et des cicatrices.
La province de Bordeciel est un monde ouvert constitué de villes, villages, maisons isolées, donjons, grottes et temples que le joueur est libre d'explorer dans l'ordre qu'il souhaite sans aucune contrainte. La carte est en trois dimensions. Pour se déplacer, le joueur peut utiliser un cheval et une mise à jour permet de combattre sur ce dernier. Un système de voyage rapide est disponible pour les lieux visités, tandis qu'un conducteur de chariots peut emmener le héros dans n'importe quelle ville.
Pour les combats, le héros peut désormais utiliser ses deux mains simultanément, par exemple pour porter deux armes à une main, avoir un sort dans une main et une arme dans l'autre. Il ne peut néanmoins plus avoir à la fois une arme, un sort et un bouclier en même temps. Le regain de vie se fait automatiquement mais le joueur peut également prendre de la nourriture pour récupérer de la santé plus rapidement, et ce, même en plein combat. Lors de discussion, certaines phrases ont l'annotation persuasion, l'intimidation ou corruption.
L'une des grandes nouveautés et l'usage des Cris, permettant de faire plusieurs actions. Ainsi, « Déferlement » permet de projeter ses ennemis tandis que « Fendragon » oblige les dragons à se poser au sol. Pour obtenir un Cri, il faut trouver les trois mots qui le composent. Ces mots peuvent être appris en les trouvant dans des lieux secrets comme le haut d'une montagne ou un donjon. Des personnages peuvent également enseigner au héros certains mots. Plusieurs Cris requièrent de donner une âme de dragon récupérée après en avoir tué un,. D'un total de vingt Cris dans le jeu d'origine, Dawnguard en ajoute trois et Dragonborn quatre, pour une somme finale de 27 Cris.

### Mécaniques de jeu

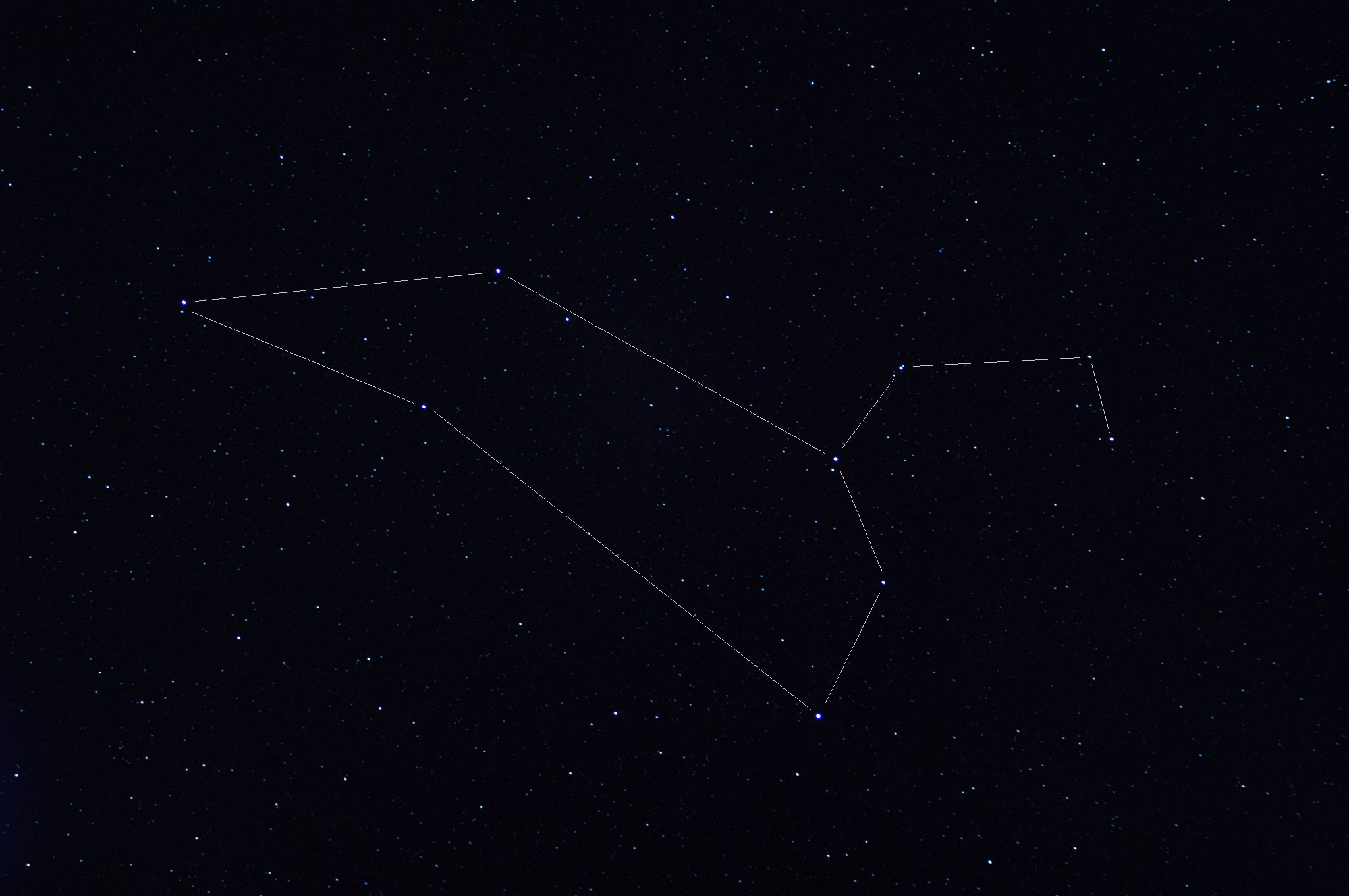
Les différentes compétences sont représentées sous forme de constellations (ici Lion).

La montée de niveau permet de choisir un atout regroupé avec d'autres sous-formes de constellations dans l'une des 18 compétences disponibles (Armure lourde, Furtivité, Alchimie, etc.). Le joueur peut également choisir d'augmenter sa santé, son mana ou sa vigueur.
Le système de création de sorts est retiré, et il est désormais nécessaire de détruire un objet pour pouvoir apprendre son enchantement et l'utiliser dans la création d'items. Un système d'artisanat permet en effet de former ses propres équipements et de les ensorceler, ainsi que de pratiquer l'alchimie. Le jeu reprend de Fallout 3 son système de crochetage de serrure ainsi que les ralentis lorsqu'on tue un ennemi.
Les monstres n'apparaissent plus selon le niveau du héros. L'intégralité du bestiaire est présente dès le début du jeu, mettant en avant le réalisme et la difficulté de survie. Les monstres se calent au niveau du personnage, pour conserver une cohérence avec la progression du joueur ; ainsi, un loup sera une cible relativement facile mais un maître vampire restera de l'ordre du défi. Il y a un nombre infini de dragon.
De ses prédécesseurs, le jeu renforce la difficulté des 150 donjons en incorporant des énigmes qui en limitent la progression (concept instauré par l'extension Knights of the Nine de l'opus précédent).
Le système de compagnonnage permet désormais aux accompagnateurs, recrutés par quête, don d'argent ou duel, d'obéir à des ordres, de porter des objets pour le joueur et même de l'épouser. Dans ce cas, le PNJ peut entretenir un magasin, occuper un travail et faire un repas par jour sous forme de consommable au joueur, ainsi que lui remettre une petite somme d'argent[réf. nécessaire].

### Narration
Skyrim propose une quête principale qui n'est pas obligatoire. Le joueur peut parcourir les terres de Bordeciel comme bon lui semble et faire ce qu'il souhaite. Plus de 500 activités sont disponibles. Parmi celles-ci, se trouvent les quêtes de Guildes : l'Académie de Fortdhiver, la Guilde des voleurs, la Confrérie noire, les Compagnons et l'Académie des Bardes.
Une dernière innovation de taille dans le scénario est la mise en avant des choix du joueur et de leurs conséquences, à l'instar de la quête principale qui lui propose de modifier la situation politique de Bordeciel en choisissant son bord parmi les deux camps de la guerre civile.

### Références externes dans le jeu

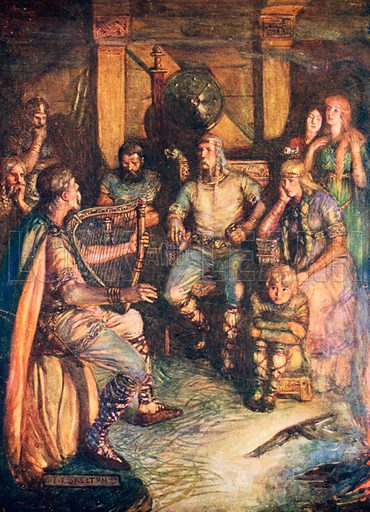
Si le joueur rentre dans une auberge, il y a de fortes chances pour qu'il y trouve un scalde.

### Conception

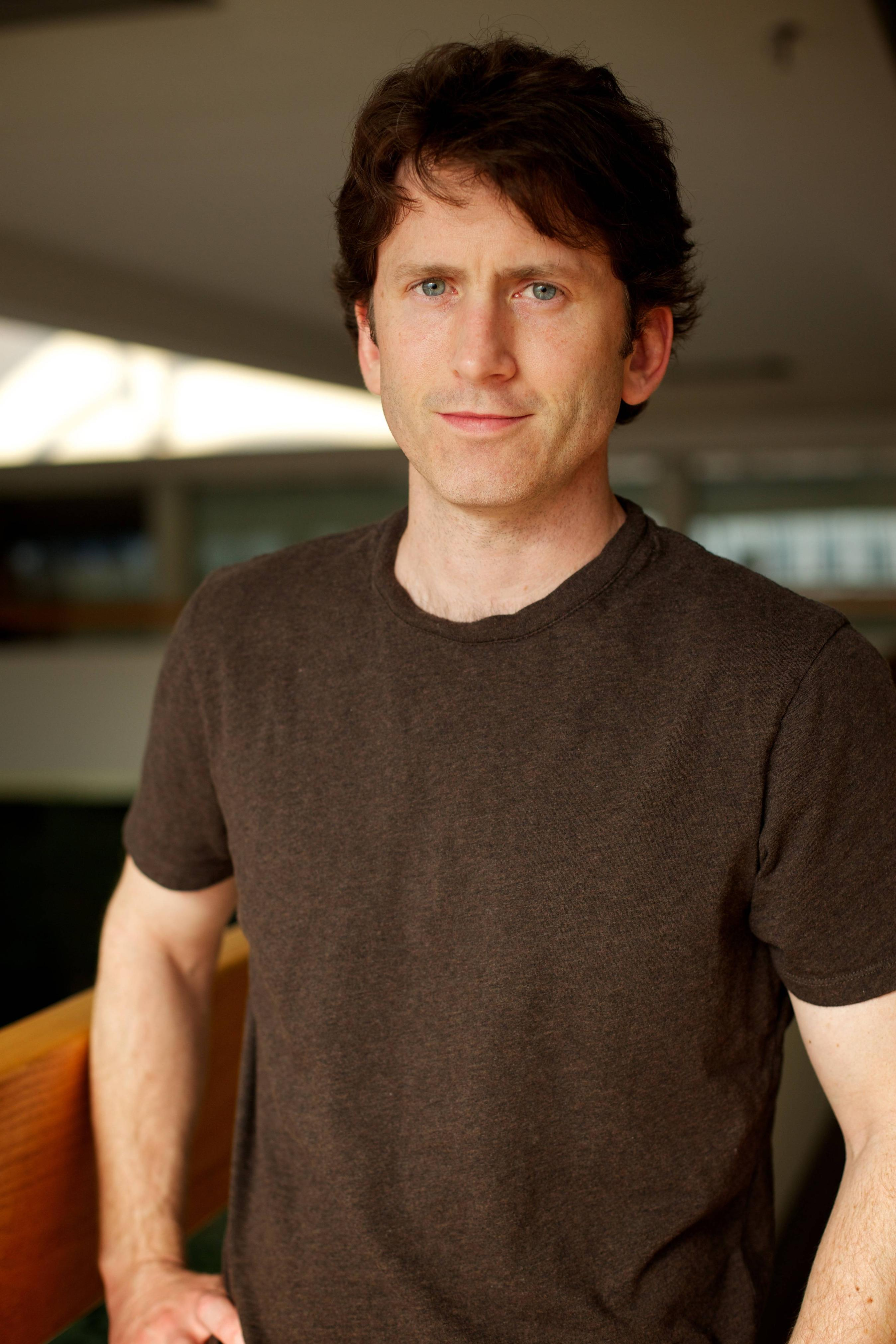
Todd Howard, réalisateur du jeu.

#### Distribution des rôles

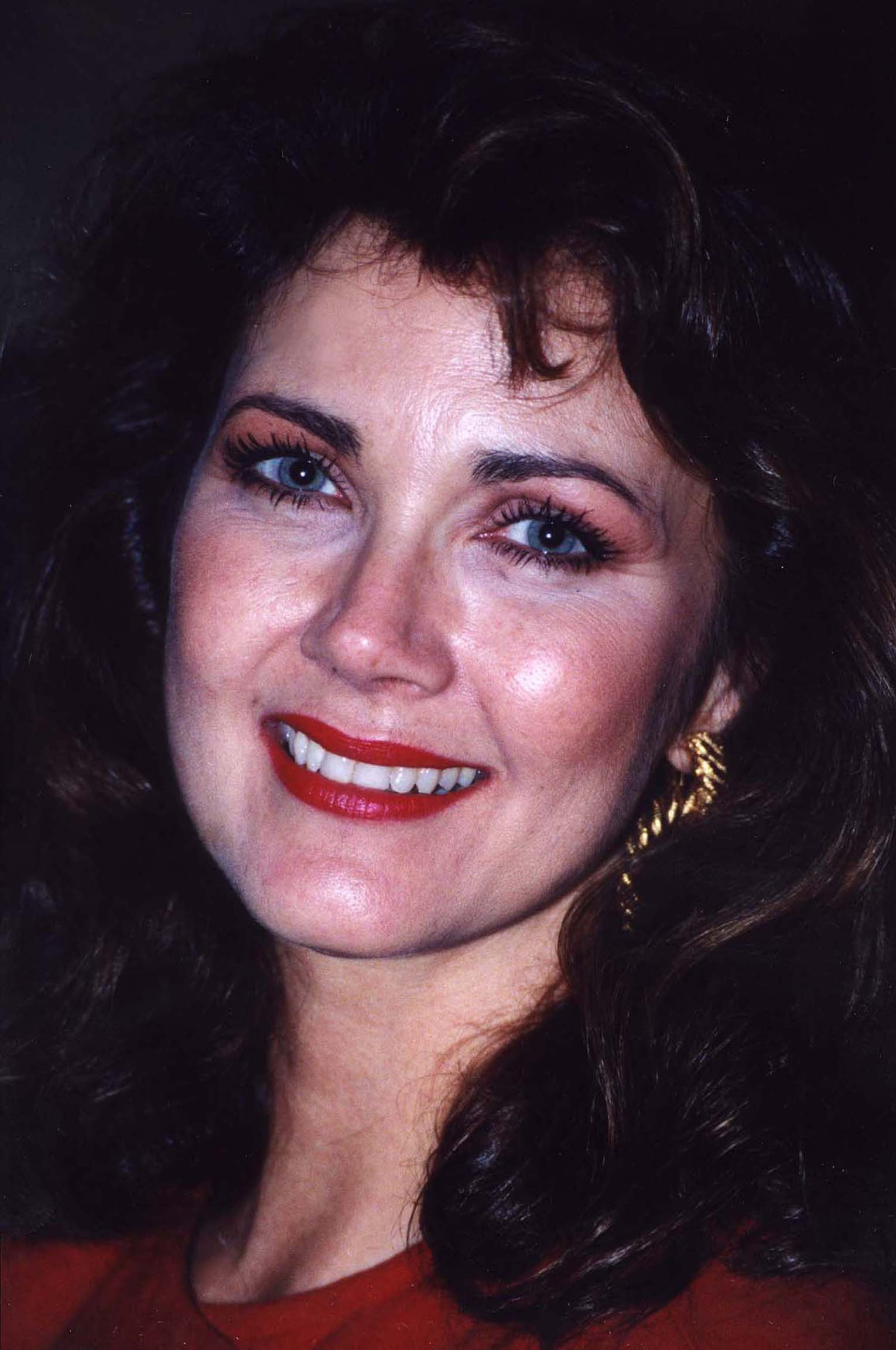
Connue pour son interprétation de Wonder Woman, Lynda Carter est une voix régulière des jeux The Elder Scrolls depuis Morrowind paru en 2002. Ici, elle prête sa voix à la Princesse Daedra Azura ainsi qu'à Gormlaith Golden-Hilt.